# Nemastoma (algue)
Pour les articles homonymes, voir Nemastoma.
Genre
Nemastoma est un genre d'algues rouges de la sous-classe des Rhodymeniophycidae, dans la classe des Florideophyceae, l'ordre des Nemastomatales et la famille des Nemastomataceae.

## Espèces
- Nemastoma canariense
- Nemastoma coliforme
- Nemastoma dichotomum
- Nemastoma dumontioides
- Nemastoma fernandezianum
- Nemastoma foliaceum
- Nemastoma laciniatum
- Nemastoma multifidum
- Nemastoma palmatum
- Nemastoma proliferum